# Polybia sericea
Polybia sericea (лат.) — вид бумажных общественных ос рода Polybia из подсемейства Polistinae (Vespidae). Эндемики Неотропики. Они основывают новые колонии путём роевых миграций, питаются нектаром и членистоногими.
P. sericea имеет средние размеры и темную окраску тела. Осы строят многоярусные гнезда, а размер колонии может сильно варьироваться от нескольких до нескольких тысяч рабочих. Королевы отличаются от рабочих большим размером тела и меньшим размером головы. Они, как правило, полигинны, то есть в одном гнезде находится несколько королев, откладывающих яйца, в результате чего рабочие особи обычно менее связаны друг с другом, чем у других эусоциальных видов. Рабочие особи отвечают за охоту и добычу пищи, а королевы — за откладку яиц, и у них наиболее развиты яичники. При поиске добычи рабочие особи в значительной степени полагаются на визуальные и ольфакторные сигналы.

## Таксономия и филогения

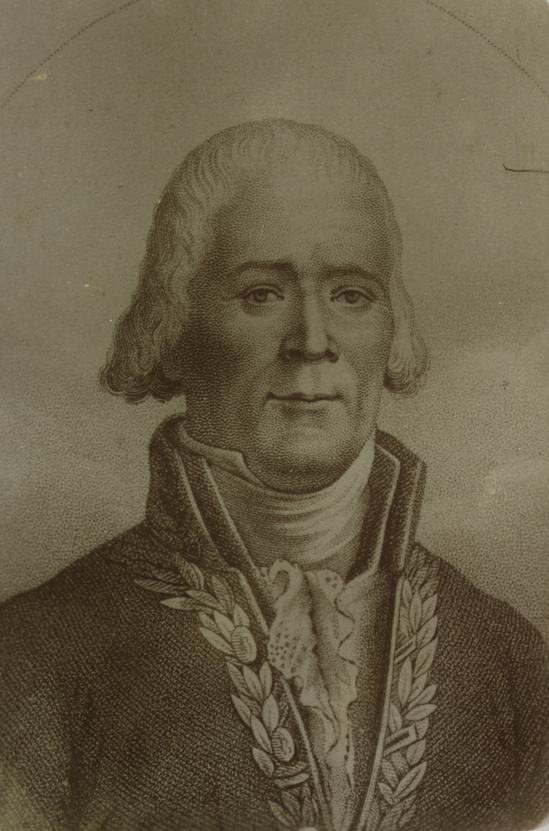
Гийом Антуан Оливье, впервые описавший этот вид ос в 1792 году

Вид был впервые описан французским энтомологом Гийомом Антуаном Христианом Оливье в 1792 году по типовым материалам из Южной Америки и относится к американской трибе Epiponini (для которой характерно роевое поведение) из подсемейства Полистины (Polistinae).

## Описание
Особи P. sericea представляют собой ос среднего размера длина около 17 мм. Они имеют темную окраску и, как правило, медленно летают и не агрессивны, если их не потревожить. Королевы обычно имеют более крупное брюшко и меньшие голову и крылья, чем рабочие особи.
Рабочие строят закрытые многоярусные гнезда примерно сферической формы из «картонной» папье-маше-подобной массы растительных волокон, пережеванных со слюной. Гнезда красновато-коричневого цвета и не очень большие. Обычно они строятся на высоте от 2 до 5 м от земли на ветвях деревьев или кустарников.

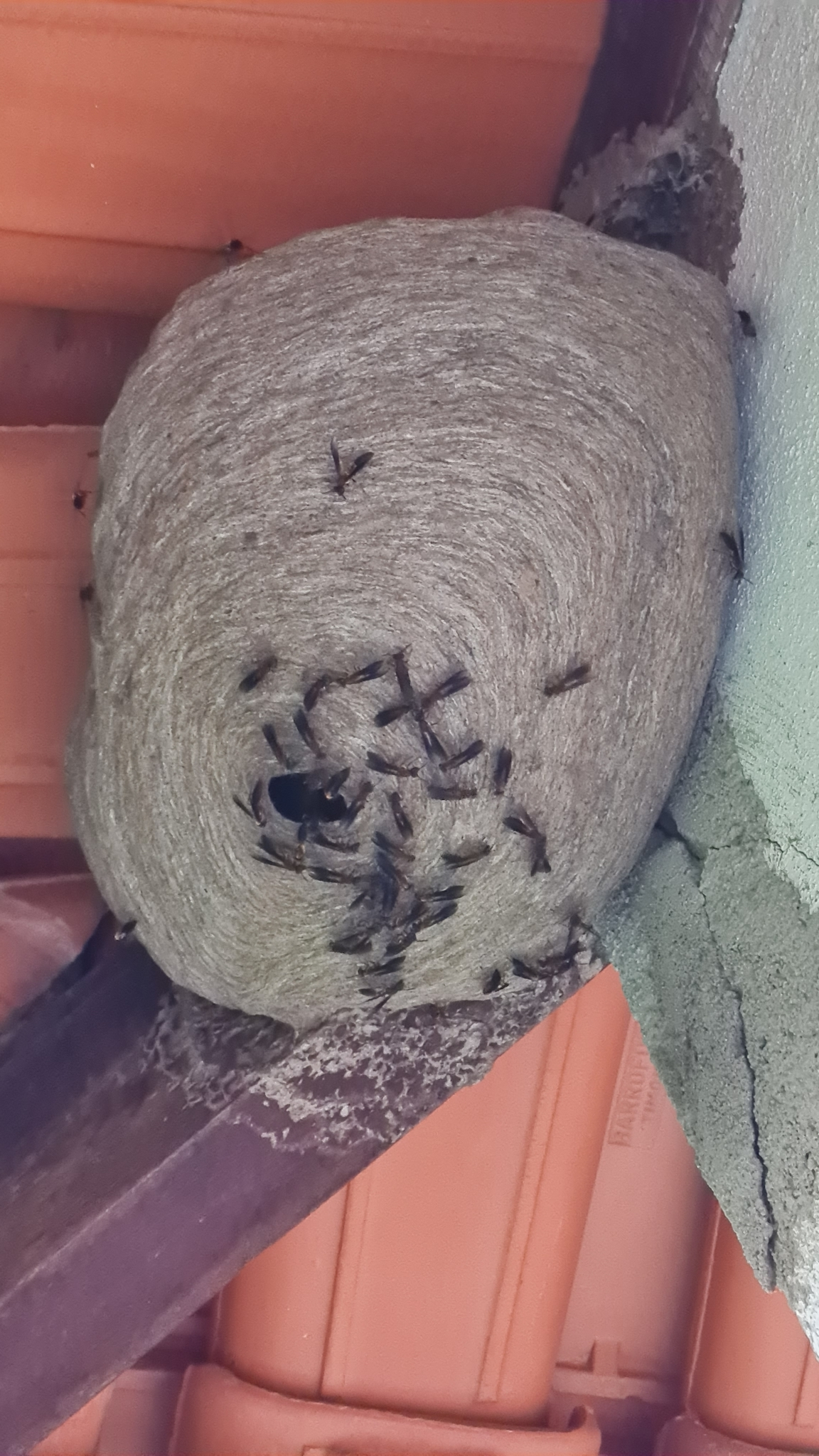
Осы на гнезде

## Распространение и среда обитания
Неотропика. Осы P. sericea обитают в Южной Америке и обычно встречаются на всей территории Бразилии. Большая популяция обитает в нижнем тропическом поясе Амазонки в Бразилии. Как правило, они обитают в полузасушливом климате, на открытых участках, по опушкам лесов и вблизи рек. Этот вид предпочитает жить в местах с травами, деревьями и кустарниками, вероятно, потому, что в таких местах хорошо строить гнезда и добывать корм.

## Культурное значение
P. sericea имеет историческое и культурное значение для индейцев панкараре, проживающих на северо-западе Бразилии. Они разработали народную таксономию многих социальных пчел и ос, обитающих в этой местности. P. sericea классифицируется как свирепая оса, которая может укусить не один раз. Эта классификация противоречит другим данным, которые описывают этот вид как смирный и не агрессивный, если его не спровоцировать. Панкараре часто обжаривают соты с личинками P. sericea, а затем извлекают их для употребления в пищу отдельно или в смеси с мукой из маниока. Кроме того, они используют этот вид в своей лечебной практике. Ванна с дымом от сжигания гнезд используется для лечения сглаза и инсульта.